# Justo Nuevo
Justo Nuevo Donaire (Talavera la Vieja, Cáceres, 14 de mayo de 1922 - Pierrefitte-sur-Seine, Francia, 31 de julio de 1991) fue un futbolista español, nacionalizado francés, y posteriormente entrenador, que desarrolló su carrera deportiva en Francia.

## Trayectoria

### Olympique de Saint-Denis
Nacido en Talavera la Vieja, con ocho años emigró junto a sus padres y sus tres hermanos, a Francia, concretamente al barrio Le Franc-Moisin, donde comenzó a jugar al fútbol en la calle. En 1936 se mudan a La Plaine de Saint-Denis, posteriormente conocido como Le Petit Espagne, debido al alto número de españoles asentados allí. Por ese motivo nació un club de fútbol base, el Real Deportivo Español de París, donde Justo se formó hasta los 19 años, edad con la que fichó por el Olympique de Saint-Denis, un equipo recién germinado fruto de la unión de varios conjuntos.

### Red Star FC
En el verano de 1942 consigue dar el salto al fútbol nacional, ficha por el Red Star Football Club, equipo que esa temporada disputó el denominado Campeonato de Guerra, que sustituyó a la Ligue 1 durante la Segunda Guerra Mundial. Curiosamente ese año comparte vestuario con su hermano Marcelino, quien fue fichado procedente del Racing Club de France. El equipo verdiblanco finalizó la temporada en décimo lugar, Marcelino disputó un total de 18 partidos, por 16 de Justo, quien a pesar de su posición en el terreno de juego, consiguió anotar un gol. En la Copa de Francia fueron eliminados en semifinales, tras perder por un gol a dos, ante el FC Girondins de Burdeos.

### EF Paris-Capitale
En 1943, el coronel Pascot, llegado al cargo de Comisionado de Deportes de Vichy un año antes, ordena la sustitución de los 32 equipos profesionales por 16 equipos federales, lo que provocó que Justo fuera cedido al EF Paris-Capitale. Este conjunto fue dirigido por Émile Veinante, quien consiguió alzar al equipo al tercer lugar de la tabla clasificatoria. En cuanto a la Copa de Francia, llegaron hasta cuartos de final, donde les eliminó el EF Lens-Artois.

### Red Star FC
La temporada 1944/45 regresaría al Red Star Football Club, para jugar el último Campeonato de Guerra, donde mantuvieron una fuerte competencia con el FC Rouen y el Racing Club de Lens, acabando la campaña en tercera posición. En 1945 volvería la Ligue 1, sería su octava edición, tras un parón de seis años. Justo debutaría en la máxima categoría del fútbol francés, de la mano de su entrenador Edmond Delfour. El acontecimiento tuvo lugar en el Stade Bauer, el 26 de agosto de 1945, en un partido disputado ante el F. C. Metz, que finalizó cuatro a dos. Esa temporada fue un éxito, ya que a pesar de quedar en una desapercibida undécima posición en liga, consiguieron disputar la final de la Copa de Francia ante el Lille O. S. C., conjunto que se alzó con la copa de campeón tras ganar cuatro a dos.
Es preciso y curioso señalar que Justo trabajaba como vendedor de pollos en un comercio, oficio que compaginaba con su labor de futbolista. La siguiente campaña de 1946/47, reafirmó su gran temporada anterior, lo que llamó la atención de Gastón Barreau, quien lo convocó para la Selección Francesa B, pues Justo se había nacionalizado francés el 5 de junio de 1946. El jugador extremeño debutaría con Les Coqs el 3 de mayo de 1947, en un partido disputado en el Stade Jacques Chaban-Delmas ante la Selección Portuguesa B, que finalizó con un resultado de cuatro a dos. El 8 de junio de 1947 haría lo propio contra la Selección Suiza B, que les endosó un contundente uno a nueve.
Su peor año como futbolista sería 1948, pues finalizó último en la clasificación tras ganar únicamente seis partidos de treinta y cuatro, y descendieron a la Ligue 2.

### Lille OSC
Se incorporaría a la plantilla de uno de los equipos punteros de Francia, el Lille O. S. C.. Durante su etapa en los mastines la suerte no le acompañó. A principios de 1949 tuvo una lesión de rodilla, perdieron la liga en la última jornada y cayeron derrotados en la final de la Copa de Francia ante el Racing Club de France en el Estadio Olímpico Yves-du-Manoir, por cinco goles a dos, siendo la segunda final copera que Justo Nuevo perdía en su carrera.

### Le Havre AC
En el invierno de 1949, ficha por el Le Havre Athletic Club, equipo que militaba en la Ligue 2. Los objetivos de Justo eran dos, por un lado, recuperar su mejor versión tras la lesión que sufrió, y por otro lado, ascender a la Ligue 1. Tras una reñida competencia con el Nîmes Olympique Football Club, consiguieron una sobresaliente segunda posición que les alzó a la máxima categoría del fútbol francés. La temporada de 1950/51 dieron continuidad a su brillante juego, lo que les permitió alzarse a la zona alta de la tabla, finalizando el año a tan sólo un punto del OGC Niza, quien quedó campeón.

### Stade Rennais FC
En 1951, es transferido al Stade Rennes Football Club por la cifra de 2,5 millones de francos. Esa primera campaña consiguieron la permanencia por un punto, pero en la siguiente no pudieron evitar el descenso a la Ligue 2. Disputó todos los partidos en la temporada de 1953/54, su última como profesional, finalizando sextos. Curiosamente fue entrenado por el único entrenador español que ha tenido el club hasta la fecha, Salvador Artigas.

### US Breteuil
Pondría punto final a su carrera en el US Breteuil, equipo en el actuó como jugador-entrenador. Acabaron en octava posición en el grupo Norte-Este de la Division d'Honneur. La temporada siguiente ficharía por el Stade Saint-Germain, club donde estaría dos temporadas y conseguiría el ascenso a la Championnat National 2. Dicho título le permitió entrenar posteriormente a varios equipos de la Division d'Honneur, como FC Saint-Leu 95, CD Noyon y US Vendôme. Después viajaría hasta el norte de África para dirigir a varios equipos de Marruecos y Argelia, volviendo más tarde a Francia, donde acabaría su carrera en los banquillos en 1975.

## Clubes

### Como jugador
| Club                       | País    | Temporada   |
| -------------------------- | ------- | ----------- |
| Olympique de Saint-Denis   | Francia | 1941 - 1942 |
| Red Star Football Club     | Francia | 1942 - 1943 |
| EF Paris-Capitale          | Francia | 1943 - 1944 |
| Red Star Football Club     | Francia | 1944 - 1948 |
| Lille O. S. C.             | Francia | 1948 - 1950 |
| Le Havre Athletic Club     | Francia | 1949 - 1951 |
| Stade Rennes Football Club | Francia | 1951 - 1954 |
| US Breteuil                | Francia | 1954 - 1955 |

### Como entrenador
| Club                | País    | Temporada   |
| ------------------- | ------- | ----------- |
| US Breteuil         | Francia | 1954 - 1955 |
| Stade Saint-Germain | Francia | 1955 - 1957 |
| FC Saint-Leu 95     | Francia | 1960 - 1961 |
| SC Noyon            | Francia | 1965 - 1966 |
| US Vendôme          | Francia | 1972 - 1973 |

## Palmarés

### Títulos
| Título             | Club                | País    | Año  |
| ------------------ | ------------------- | ------- | ---- |
| Division d'Honneur | Stade Saint-Germain | Francia | 1957 |